# بونتياد (ميزوري)
بونتياد (بالإنجليزية: Pontiac)‏ هي إحدى المجتمعات الفردية (غير مصنفة) في ولاية ميزوري في الولايات المتحدة الأمريكية.